# Rosholt (South Dakota)
Rosholt ist ein Dorf im Roberts County im US-Bundesstaat South Dakota. Rosholt hat eine Fläche von 0,8 km². Das U.S. Census Bureau hat bei der Volkszählung 2020 eine Einwohnerzahl von 379 ermittelt.

## Demografische Daten
Das durchschnittliche Einkommen eines Haushalts liegt bei 30.547 USD, das durchschnittliche Einkommen einer Familie bei 37.292 USD. Männer haben ein durchschnittliches Einkommen von 31.250 USD gegenüber den Frauen mit durchschnittlich 16.875 USD. Das Pro-Kopf-Einkommen liegt bei 15.437 USD. 18,8 % der Einwohner und 9,2 % der Familien leben unterhalb der Armutsgrenze. 20,8 % der Einwohner sind unter 18 Jahre alt und auf 100 Frauen ab 18 Jahren und darüber kommen statistisch 74,7 Männer. Das Durchschnittsalter beträgt 50 Jahre (Stand: 2000).